# تیم فوتسال زنان پیکان تهران
تیم فوتسال پیکان تهران یک تیم ایرانی فوتسال است که در حال حاضر در لیگ برتر فوتسال زنان ایران حضور دارد؛ این تیم برای حضور در رقابت‌های لیگ برتر فوتسال زنان در فصل ۱۴۰۰ اقدام به خرید امتیاز تیم رهیاب گستر تهران کرد.
باشگاه پیکان در حوزه فوتبال مردان و والیبال زنان تیمداری می‌کرد، با مدیریت اکبر محمدی تصمیم به تیمداری در سطح اول حوزه فوتسال زنان را هم گرفت و آن‌ها با خرید امتیاز گام اول را در عرصه تیمداری حوزه فوتسال زنان برداشتند.
پیکانی‌ها در اولین فصل حضورشان در لیگ برتر فوتسال زنان ایران موفق شدند با کسب پیروزی در مسابقه فینال مقابل نصر فردیس کرج به عنوان قهرمانی رقابت‌ها در فصل ۱۴۰۰ دست پیدا کنند.

## عملکرد کلی
در جدول زیر، عملکرد تیم فوتسال زنان در مسابقات مختلف مشاهده می‌شود.
| فصل  | لیگ                        | جایگاه | توضیحات                                             |
| ---- | -------------------------- | ------ | --------------------------------------------------- |
| ۱۴۰۰ | لیگ برتر فوتسال زنان ایران | قهرمان | با خرید امتیاز تیم رهیاب تهران در مسابقات شرکت کرد. |
| ۱۴۰۱ | سوپرلیگ فوتسال زنان ایران  |        |                                                     |

## کادرفنی
| کادر فنی تیم فوتسال زنان پیکان تهران | کادر فنی تیم فوتسال زنان پیکان تهران |
| سمت                                  | نام                                  |
| ------------------------------------ | ------------------------------------ |
| سرمربی                               | نیلوفر اردلان                        |
| مربی                                 | آمنه محمودی                          |
| مربی                                 | نسیم مهاجرانی                        |
| فیزیو                                | مهدیه فراهانی                        |
| مربی بدنساز                          | شهناز ایزدمهر                        |
| مربی دروازه‌بان‌ها                     | امیر فراشی                           |
| سرپرست                               | شیرین احمدی                          |